# Antonio Menchaca Careaga
Antonio Menchaca Careaga (Guetxo, 15 de julio de 1921 - Madrid, 1 de julio de 2002) fue un escritor y marino español. Comprometido con las libertades y con la cultura, fue presidente del Ateneo de Bilbao.  

## Biografía
Nacido en Las Arenas, provincia de Vizcaya, estudio en los Marianistas, Jesuitas de Curia en Portugal y en el Instituto de segunda Enseñanza de Bilbao. Terminado el bachillerato, ingresó en la Escuela Naval militar de San Fernando (Cádiz), para terminar la carrera en la Escuela Naval de Marín provincia de Pontevedra y pasar a formar parte de la tripulación del Canarias como guardiamarina. Sin abandonar la carrera militar, prosiguió estudiando, licenciándose en Derecho y Humanidades en la Universidad de Oxford.
En 1947 tras firmar el manifiesto de los 500 contra la Ley de Sucesión, fue expulsado de la Marina, en la que no sería repuesto hasta cuarenta años después. Defensor de la democracia, se ganó la vida como naviero, sin abandonar su afición a la literatura.

## Obras
- Bandera negra. Ed. Plaza y Janés, Barcelona, 1964
- Mar de fondo, novela, finalista Premio Nadal en 1965
- Las cenizas del esplendor, Amor siempre asediado y La crisálida. Trilogía de novelas históricas que narran desde la guerra Carlista de 1870 hasta cien años después.
- Resucitar en Palermo
- La Rosa de los vientos Obra historiográfica que cuenta la historia del explorado Bodega y Quadra
- El camino de Roma un libro de viaje
- Cara a España
- Bilbaíno en Londres
- Las horas decisivas. Memorias. Ed. Espasa-Calpe, Madrid, 1992